# Туризм у Буркіна-Фасо
Буркіна-Фасо розташована в Західній Африці і населена приблизно шістдесятьма етнічними групами чисельністю понад 10 тисяч чоловік, кожна з яких володіє своєю культурою з особливими традиціями і звичаями. Визначні місця можна виявити практично у всіх провінціях країни; перераховані нижче є найпопулярнішими з року в рік.

## Центр країни

### Уагадугу
- Парк Бангр Веугу

Розташований в центральній частині столиці країни Уагадугу. У 2006 році мандрівники відзначали, що "в міському парку Бангр Веугу виростає більше 360 видів рослин і мешкає 160 видів птахів і 40 видів тварин, наприклад антилопи, крокодили, мавпи і білки. Інфраструктурні об'єкти парку: музей, присвячений тваринному світу, спортивний сектор, дитячий сектор «Парк Фасо» і ресторан.
- Національний музей

Національний Музей Уагадугу також популярний серед туристів. Заснований в 1962 році, музей донині залишається досить функціональним, залучаючи відвідувачів комбінацією традиційних сільських будинків, які демонструють побут та культуру племен, що населяють країну; бібліотека музею також містить велику кількість матеріалу про культуру країни та народи, що її населяють.
- Міжнародний салон мистецтв і ремесел (SIAO) і Фестиваль кіно (FESPACO)

Міжнародний салон мистецтва і ремесел і Фестиваль кіно, які приваблюють туристів в Уагадугу. Кожен з них проводиться раз на два роки. SIAO здійснює важливу роль у популяризації африканських ремесел і є відмінним способм вивчити культуру Африки, оскільки зазвичай представлені всі країни континенту. Фестиваль FESPACO у своєму роді унікальний, тому що на ньому показуються всі африканські фільми. Фестиваль популярний і серед іноземних туристів, тому як це єдине місце, де африканські актори і режисери можуть зустрітися і обговорити перспективи та пріоритетні вектори розвитку африканського кіно. Протягом 2-3 тижнем фестивалю не тільки кінотеатри показують фільми, але й телевізійні каканли віддають їм більшу частину ефірного часу.

### Зініарі
- Природний парк Зініарі

У сафарі-парку Зініарі в неволі міститься велика кількість тварин. Це прекрасне місце для того, щоб подивитися на слонів, левів, антилоп та інших представників тваринного світу. Також туристи можуть відвідати маєток президента Блеза Компаоре, розташований неподалік.
- Гранітні пам'ятники Лоанго

У містечку Лоанго, що поблизу міста Зініарі, знаходиться гранітне святилище. В дійсності, Лоанго широко відомо по всьому світу серед скульпторів, які один раз на рік з'їжджаються сюди і вирізують з каменю все нові скульптури. Цей захід являє сосбой прекрасну можливість зустріти великих скульпторів сучасності та перейняти їх майстерність. Творіння часом незвичайні і таємничі.
- Музей Манега

Самим незвичайним туристським об'єктом, мабуть, є музей Манега, також званий «Місце відпочинку», розташований за 50 км на північ від Уагадугу, заснований Тітінгом Фредеріко Пасере — юристом і цінителем культури. Згідно з задумом Тітінгі, музей «загадковим чином пов'язаний зі священними місцями народів країни, він приховує безліч речей, оповитих містичною таємницею». Так, в музеї представлені 500 масок, що встановлювалися під час похоронних ритуалів перед мерцями, кілька десятків надгобних плит з висіченими на них чоловічими зображеннями, вік яких становить кілька тисячоліть, інші об'єкти найдавніших африканських культів.

### Кудугу
- Священні крокодили Сабу

Місто Кудугу відоме завдяки священним крокодилам які мешкають в прилеглому містечку Сабу. В дійсності, шанобливість місцевих жителів щодо крокодилів пов'язана не тільки з релігійними культами, а й з більш утилітарними мотивами: крокодили абсолютно нешкідливі і є можливість фотографуватися на пам'ять з ними, на чому жителі і заробляють гроші.

## Захід країни

### Бобо-Діуласо
- Стара мечеть Бобо Діуласо

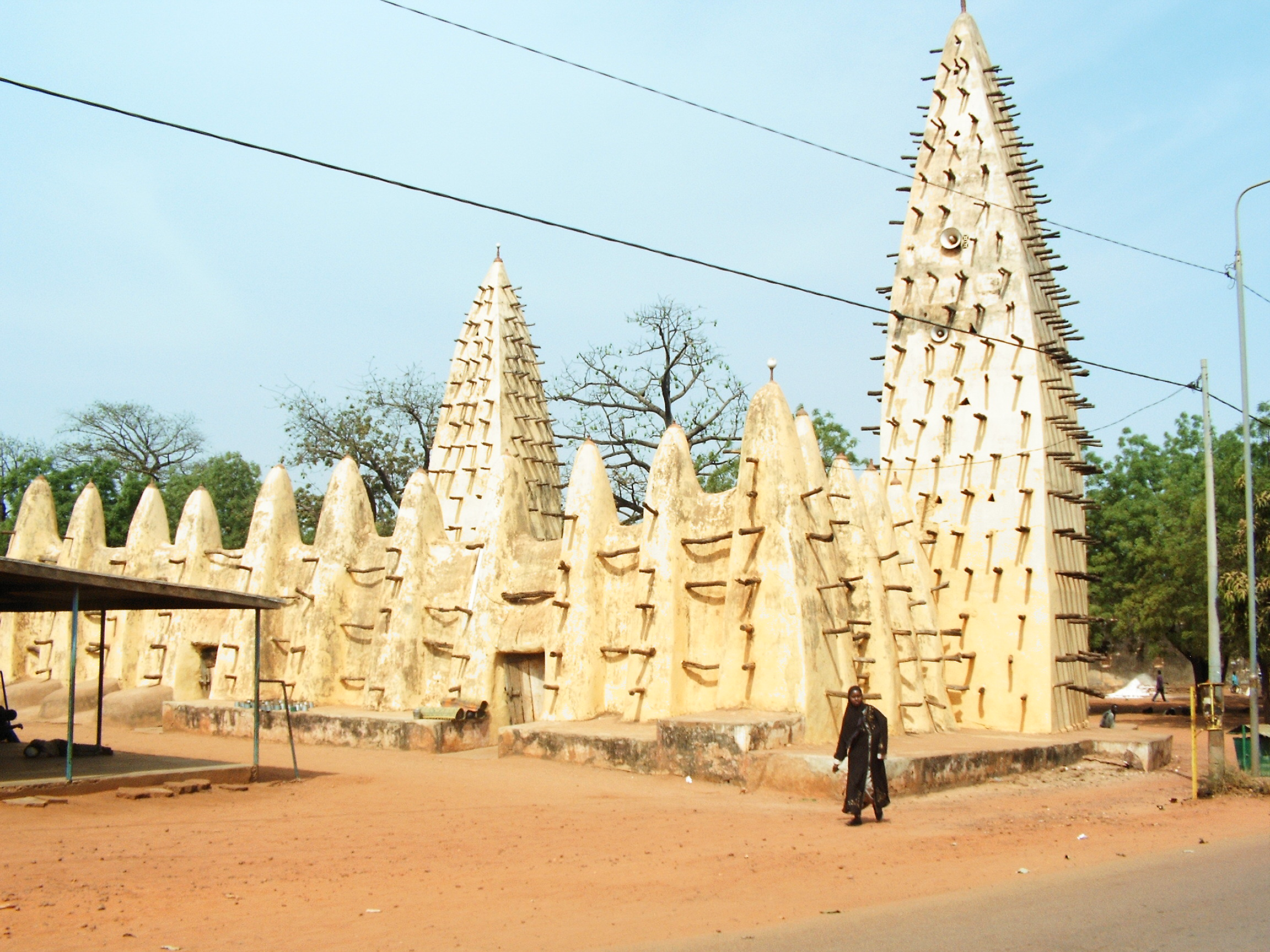
Стара мечеть Бобо-Діулассо

У центрі другого за населенням міста Буркіна Фасо, в районі Діулассоба, знаходиться велика стара мечеть, побудована в 1890 році, що є чудовим зразком релігійної архітектури Сахеля. Доступ до мечеті для туристів можливий тільки рано вранці.
- Національний тиждень культури (SNC)

На противагу Уагадугу в Бобо Діуласо проводиться свій тиждень культури, де різні народи представляють свої звичаї розігруючи постановки, виконуючи традиційні пісні і танцюючи ритуальні танці. До тижня приурочені різноманітні заходи, що в сукупності приваблює безліч людей в Бобо на час проведення заходу.
- Мавзолей Гуімбі Уаттара

Принцеса Гуімбі Уаттара була видною фігурою в історії оборони Бобо Діуласо від завойовників на початку XVIII століття. Її мавзолей, що знаходиться в місті, привертає поціновувачів історії країни людей.
- Музей Бобо Діуласо
- Старе місто
- Гуінгуетт

### Банфора
- Останці Синду

Останці, що представляють собою виходи пісковика, включені в список природної спадщини ЮНЕСКО.
- Водоспади Банфора[1]
- Озеро Тенгрела[1]

## Схід країни

### Діапага
В цілому, схід Буркіна Фасо здавна відомий гарним полюванням, а останнім часом ще й національними парками.
- Національні парки Арлі і Дубль-В (W)
- Заповідники та мисливські угіддя Назінга[7]
- Скелі Гобнаугу[7]

## Сахель

### Джибо
- Археологічний музей і кам'яні скульптури Побе Менгао

Як музей, так і кам'яні скульптури представляють собою історію життя «чесних людей» (Буркіна-Фасо — країна чесних людей).

### Гором-Гором
- Традиційні жіночі ремесла[8]
- Туристський табір

Єдине місто буркінійського Сахеля, що володіє необхідною інфраструктурою, зазвичай служить базовим табором туристам, які подорожують по півночі країни.